# Abilene (California)
Abilene es un área no incorporada ubicada en el condado de Tulare en el estado estadounidense de California.

## Geografía
Abilene se encuentra ubicada en las coordenadas 36°8′44″N 119°3′13″O / 36.14556, -119.05361.